# Ермінь Йожеф Франтишкович
Ермінь Йожеф Франтишкович (нар. 1960, Ужгород, угор. Örmény József) — український піаніст,викладач, музикознавець, народний артист України. 

## Життєпис
Закінчив Львівську консерваторію (нині музична Академія ім. М. В. Лисенка), клас Марії Крушельницької; аспірантуру Московської консерваторії, клас Євгенія Малініна. Доцент Львівської музичної Академії та філіалу Донецької консерваторії у м. Ужгород.
Артист симфонічного оркестру Львівської обласної філармонії. Виступає як соліст та учасник камерних ансамблів в Україні, Росії, Польщі, Німеччині, Швейцарії, Бельгії, США та Канаді.
У своїй виконавській діяльності найбільший акцент робить на авангардній музиці.
Постійний учасник фестивалів «Контрасти» і «Віртуози» у Львові, а також «Київ Мюзик Фест» та «Прем'єри сезону» у Києві, «Варшавська Осінь» у Польщі, постійний член і голова журі міжнародних та Всеукраїнський конкурсів, зокрема «Відкритий конкурс піаністів імені Д.Є.Задора», «Нейгаузівські музичні зустрічі», «Конкурс пам'яті Володимира Горовиця» та багато інших.
Репертуар Йожефа Ерміня охоплює музику від бароко до сучасності. Останнім часом він дедалі більше зосереджується на інтерпретації музики XX століття: на особливу увагу заслуговують, з одного боку, його виконання сучасного піаністичного репертуару, що вимагає високої інтерпретаційної та технічної вправності («Vinght Regards sur l'Enfant Jesus» Олів'є Месіана, цикл «Klavierstucke» Карлгайнца Штокгаузена), з іншого, найсучасніші твори українських композиторів — Валентина Сільвестрова, Євгена Станковича, Юрія Ланюка, Ігоря Щербакова, Олександра Щетинського. Немало фортепіанних творів було написано і присвячено йому як першому виконавцю. Відомий також як неперевершений інтерпретатор творів Альфреда Шнітке, Джорджі Куртага, Тору Такемітсу, Джона Кейджа, Філіпа Гласс і Мортона Фельдмана.  

### Нагороди
- Дипломант республіканського конкурсу піаністів ім. М. В. Лисенка.
- Премія імені Ревуцького за пропагування української музики (1993)
- Премія ім. С. Людкевича (2003)
- Здійснений спільно з Ольгою Пасічник для студії «Musicon» запис «Курпівських пісень» Кароля Шимановського для сопрано і фортепіано отримав 1998 року фонографічну нагороду «Фридерик 97» у категорії сольної музики.